# The Boys (film, 2022)
Pour les articles homonymes, voir Boys et The Boys.
Pour plus de détails, voir Fiche technique et Distribution.
The Boys (hangeul : 소년들 ; RR : Sonyeondeul ; litt. « Garçons ») est un film sud-coréen réalisé par Jeong Ji-yeong, sorti en 2022. Il s'agit d'un fait réel sur l'affaire des trois adolescents injustement arrêtés pour vol et meurtre dans un supermarché d'une petite ville dans le district de Wanju en 1999.
Il est présenté dans la catégorie « Korean Cinema Today - Special Premiere » au festival international du film de Busan 2022.

## Synopsis
En 1999, un voleur rentre dans un supermarché d'une petite ville, puis tue une grand-mère et s'enfuit. La police voit les trois garçons comme coupables, et clôt l'enquête aussitôt. Peu de temps après, Hwang Joon-cheol (Sol Kyung-gu), fraîchement nommé chef de l'équipe, est convaincu que Choi Woo-seong (Yoo Joon-sang), un policier de haut rang, et son équipe se sont joués de l'affaire pour un résultat rapide, mais satisfaisant. Hwang tente une nouvelle enquête, et un nouveau procès avec ses propres capacités d'enquête accrues.

## Fiche technique
Sauf indication contraire ou complémentaire, les informations mentionnées dans cette section peuvent être confirmées par la base de données de KMDb
- Titre original : 소년들
- Titre international : The Boys
- Réalisation : Jeong Ji-yeong
- Scénario : Jeong Sang-hyeop
- Musique : Sin Min
- Direction artistique : Yi Min-a
- Costumes : Yoo Ji-yeon
- Photographie : Kim Hyeong-seok
- Son : Kim Suk-won
- Montage : Kim Sang-bum
- Production : Yi Jong-ho et Kim Ju-sang[3]
- Sociétés de production : Aura Pictures et CJ E&M Corp.
- Société de distribution : CJ ENM
- Pays de production :  Corée du Sud
- Langue originale : coréen
- Format : couleur
- Genre : drame policier
- Durée : 124 minutes
- Dates de sortie :
  - Corée du Sud : 6 octobre 2022 (festival international du film de Busan) ; 1er novembre 2023 (sortie nationale)[4]

## Distribution
- Sol Kyung-gu : Hwang Joon-cheol[5]
- Yoo Joon-sang : Choi Woo-seong[5]
- Jin Kyung : Yoon Mi-sook[5]
- Heo Sung-tae : l'inspecteur Park[5]
- Yeom Hye-ran : Kim Kyeong-mi[5]
- Kim Dong-young[5]
- Yoo Su-bin[5]
- Kim Kyung-ho[5]

## Production

### Développement
En juin 2020, on révèle le nouveau film The Boys de Jeong Ji-yeong, exposant un fait réel sur l'affaire trio de Samrye Nara Super (ko) qui s'est déroulé à Wanju en 1999, et les acteurs Sol Kyung-gu, Yoo Joon-sang, Jin Kyung, Heo Sung-tae et Yeom Hye-ran dans les rôles de Hwang Joon-cheol (chef de l'enquête), Choi Woo-seong (policier), Yoon Mi-sook (fille de la défunte grand-mère), l'inspecteur Park et Kim Kyeong-mi.

### Tournage
Le tournage commence le 25 juin 2020. Il a lieu à Jeonju, dans la province du Jeolla du Nord. Il s'achève le 26 septembre.

## Accueil

### Festivals et sortie
Il est sélectionné dans la catégorie « Korean Cinema Today - Special Premiere » et projeté le 6 octobre 2022 au 27e festival international du film de Busan, ainsi que le 31 janvier 2023 au festival international du film de Rotterdam, avant sa sortie, le 1er novembre 2023, dans 1 037 salles en Corée du Sud,.

### Box-office
Au premier jour de sa sortie nationale, The Boys se trouve au deuxième rang du box-office sud-coréen avec 57 436 spectateurs.